# الأردن في الألعاب الأولمبية الصيفية 1980
شارك الأردن في الألعاب الأولمبية لأول مرة في الألعاب الأولمبية الصيفية 1980 في موسكو، اتحاد الجمهوريات الاشتراكية السوفياتية.

## الرماية
| رياضي           | اللعبة                        | نهائي     | نهائي |
| رياضي           | اللعبة                        | أحرز هدفا | مرتبة |
| --------------- | ----------------------------- | --------- | ----- |
| محمد جبور       | رماية بندقية - 50 متر         | 579       | 51    |
| محمد جبور       | رماية بندقية 50 متر - 3 مواقع | 1138      | 26    |
| أميرة خليف      | رماية بندقية - 50 متر         | 591       | 32    |
| أميرة خليف      | رماية بندقية 50 متر - 3 مواقع | 1104      | 32    |
| محمد عيسى شاهين | فخ                            | 171       | 31    |
| نادر جورج شلهوب | فخ                            | 66        | 34    |